# I centonovantanove gradini
I centonovantanove gradini (in inglese The Hundred and Ninety-Nine Steps) è un romanzo pubblicato nel 2001 in lingua inglese dallo scrittore olandese Michel Faber. 

## Storia
I centonovantanove gradini è il secondo romanzo di Faber ed è stato scritto dopo Sotto la pelle del 2000 e prima di Il petalo cremisi e il bianco del 2002.

## Descrizione
Siân è il nome della protagonista in preda ad incubi che la vedono vittima di una fine tragica. Per distrarsi si unisce ad uno scavo archeologico presso l'abbazia di Whitby, e per raggiungere la zona degli scavi deve salire una scala che da il nome al romanzo che ha 199 gradini. Un giorno incontra il giovane e affascinante studente di medicina Magnus mentre fa jogging con il suo meraviglioso cane Lapphund, Adriano (dal nome dell'imperatore romano). Quando lui un giorno viene a sapere che lei è una conservatrice museale, decide di portarle e farle vedere una vecchia lettera illeggibile, che lei promette di restaurare e tentare di decifrare. Giorno dopo giorno lavora sulla lettera e intanto incontra regolarmente Magnus, con il quale flirta un po' mentre gli parla dei suoi progressi. Il lavoro con la lettera rivela gradualmente la storia crudele e tragica che coinvolge un uomo e la sua giovane figlia. La conclusione della lettera rivela che il suo gesto apparentemente incomprensibile del padre è dovuto all'amore di lui per lei. Con la conclusione della lettura Siân recupera la tranquillità che aveva perduto durante il lavoro. Magnus le spiega che deve tornare a Londra per finire i suoi studi e Siân prende in consegna il suo magnifico cane che ribattezza col più semplice nome di Vuf.

## Critica e recensioni
Il romanzo breve di Faber ci accompagna lungo i 199 gradini dell'abbazia di Whitby che collegano il XXI secolo alle rovine del passato. La narrazione tocca thriller, romanticismo e ricostruzione storica storica con richiami alla presenza di fantasmi. Si tratta di un intreccio ingegnoso che porta ad un senso di ambiguità. La scrittura è elegante e avvincente.
Per certi versi la storia può essere letta come quella di uno strano triangolo amoroso nel quale uno dei suoi membri è un cane. Si può anche intendere come un diario di viaggio storico-letterario che si avvicina al romanzo gotico, alla cultura pop contemporanea, ed è anche un horror psicologico o un trattato sul dolore e sulla paura di vivere.

## Edizioni

### Edizione originale
- (EN) Michel Faber, The Hundred and Ninety-Nine Steps, Edinburgh, Canongate, 2001, OCLC 59510786.

### Edizione italiana
- Michel Faber, I centonovantanove gradini, traduzione di Giovanna Granato, Torino, Einaudi, 2006, ISBN 9788806172077, OCLC 799213536.

### Edizioni in altre lingue
- (DA) Michel Faber, De 199 trin: roman, Copenaghen, Gyldendal, 2005, OCLC 474569154.
- (SR) Michel Faber, 199 stepenika, Zrenjanin, Agora, 2005, OCLC 426225830.
- (ZH) Michel Faber, 199級階梯: 玻璃瓶裡的秘密, traduzione di Deng Qianwen yi, Taibei Shi, 台北市, Da kuai wen hua chu ban gu fen you xian gong si, 大塊文化出版股份有限公司, 2006, OCLC 70288485.
- (DE) Michel Faber, Hundertneunundneunzig Stufen Roman, Ungekürzte Ausg., 1, Berlin, List, 2007, OCLC 180925753.
- (CS) Michel Faber, Sto devětadevadesát schodů, traduzione di Viktor Janiš, Vydání první, Praha, Argo, 2019, OCLC 1200247617.